# ستاستین
ستاستین (Loderix) یک آنتی‌هیستامین است که برای درمان آلرژی و رینیت استفاده می‌شود.

## داروشناسی

### فارماکودینامیک
ستاستین به عنوان یک آنتاگونیست بسیار انتخابی گیرنده اچ ۱ هیستامین عمل می‌کند و هیچ اثر آنتی‌کولینرژیک، آنتی‌آدرنرژیک یا آنتی‌سروتونرژیک ندارد.

### فارماکوکینتیک
ستاستین به شکلی ضعیف به داخل سد خونی-مغزی نفوذ می‌کند، بنابراین در مقایسه با مولکول‌های مشابه مانند دیفن‌هیدرامین فقط یک آرام‌بخش ملایم است.